# Sankt Florian
Sankt Florian osztrák mezőváros Felső-Ausztria Linzvidéki járásában. 2020 januárjában 6181 lakosa volt. Sankt Florian barokk apátságáról ismert.

## Elhelyezkedése

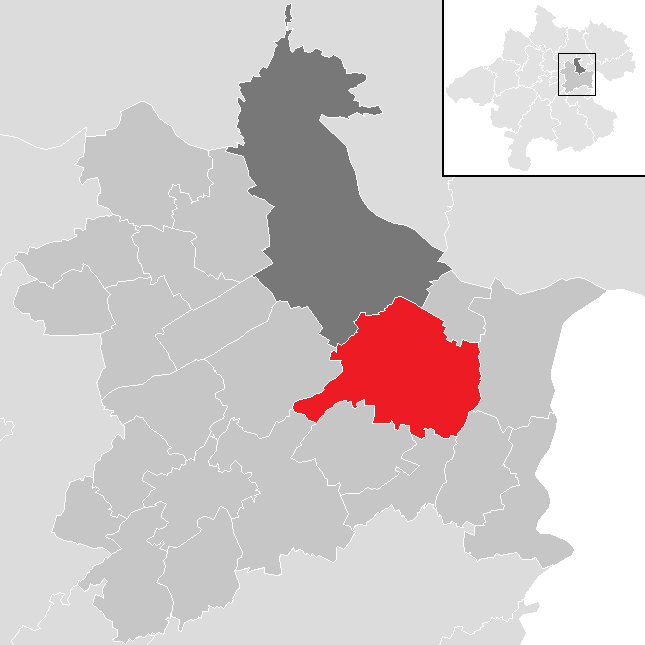
Sankt Florian a Linzvidéki járásban

Sankt Florian a tartomány Traunviertel régiójában fekszik a Traun és az Enns folyók közötti hátságon, az Ipfbach folyó mentén. Területének 14,9%-a erdő, 75,3% áll mezőgazdasági művelés alatt. Legmagasabb pontja 366 méterrel van a tengerszint fölött. Az önkormányzat 21 településrészt, illetve falut egyesít: Bruck bei Hausleiten (64 lakos 2020-ban), Bruck bei Tödling (91), Enzing (69), Fernbach (137), Gemering (10), Hausleiten (75), Hohenbrunn (69), Mickstetten (113), Niederfraunleiten (112), Oberfraunleiten (40), Oberndorf (26), Oberweidlham (101), Ölkam (311), Rohrbach (952), Samesleiten (210), Sankt Florian (3195), Taunleiten (253), Tillysburg (126), Tödling (65), Unterweidlham (38) és Weilling (124).
A környező önkormányzatok: északkeletre Asten, keletre Enns, délkeletre Hargelsberg, délre Hofkirchen im Traunkreis és Niederneukirchen, délnyugatra Sankt Marien, nyugatra Ansfelden, északnyugatra Linz.

## Története

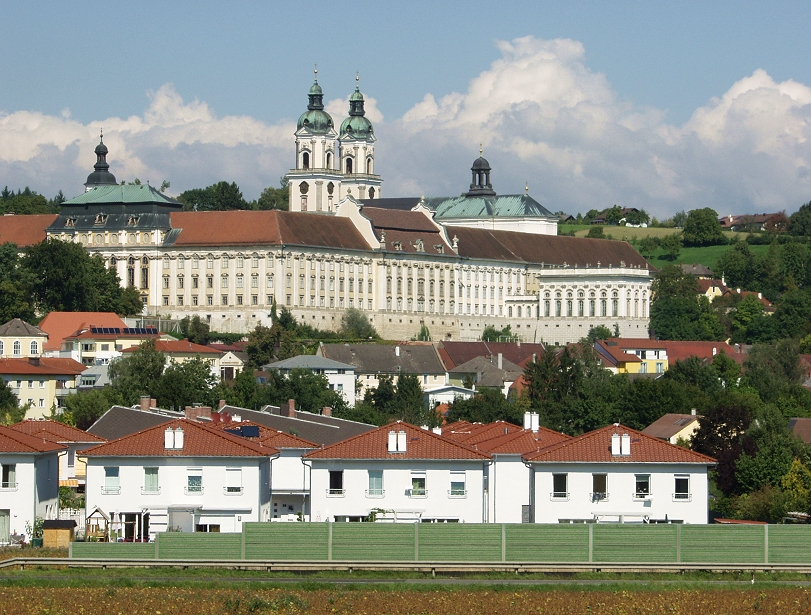
A St. Florian-i apátság

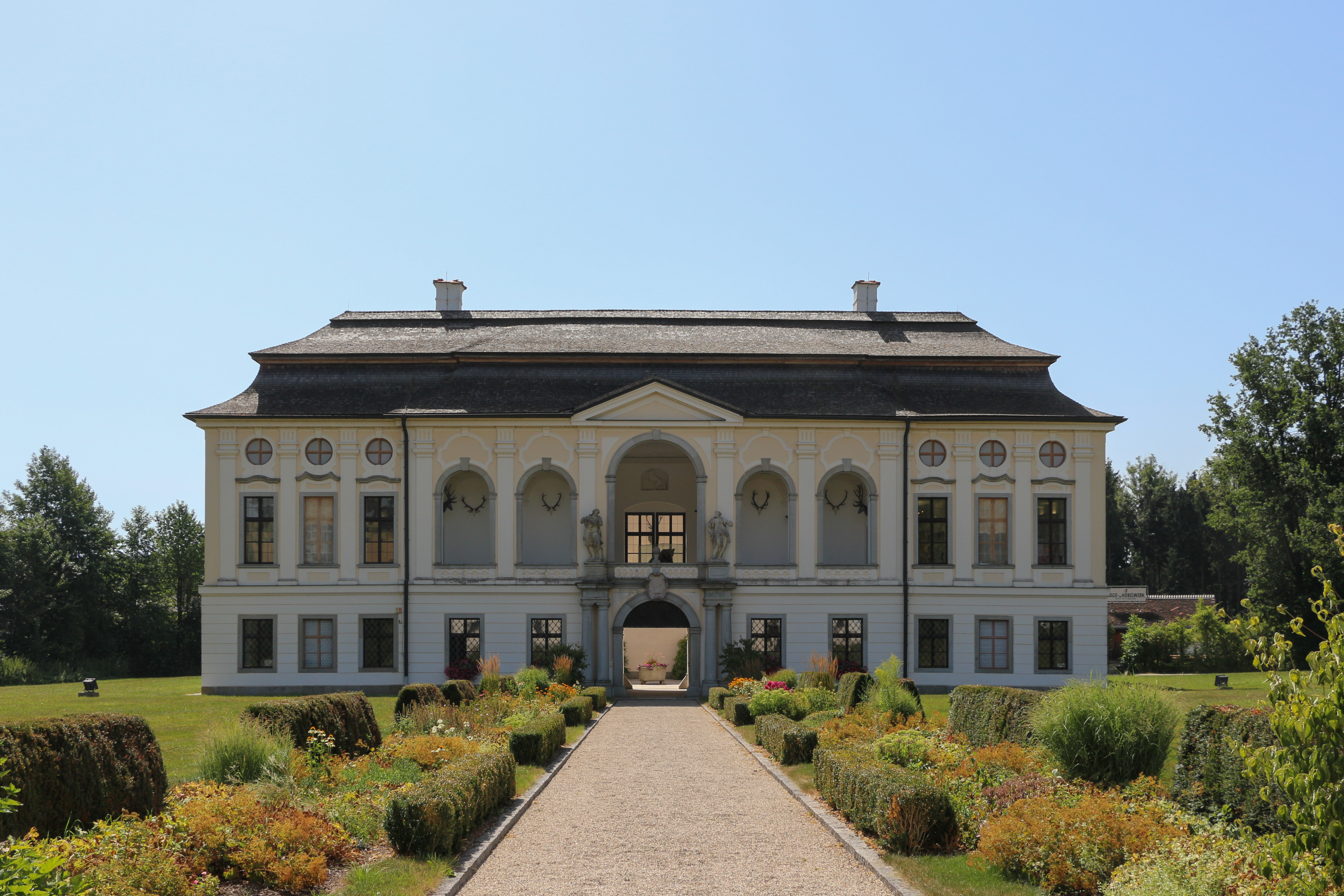
A hohenbrunni kastély

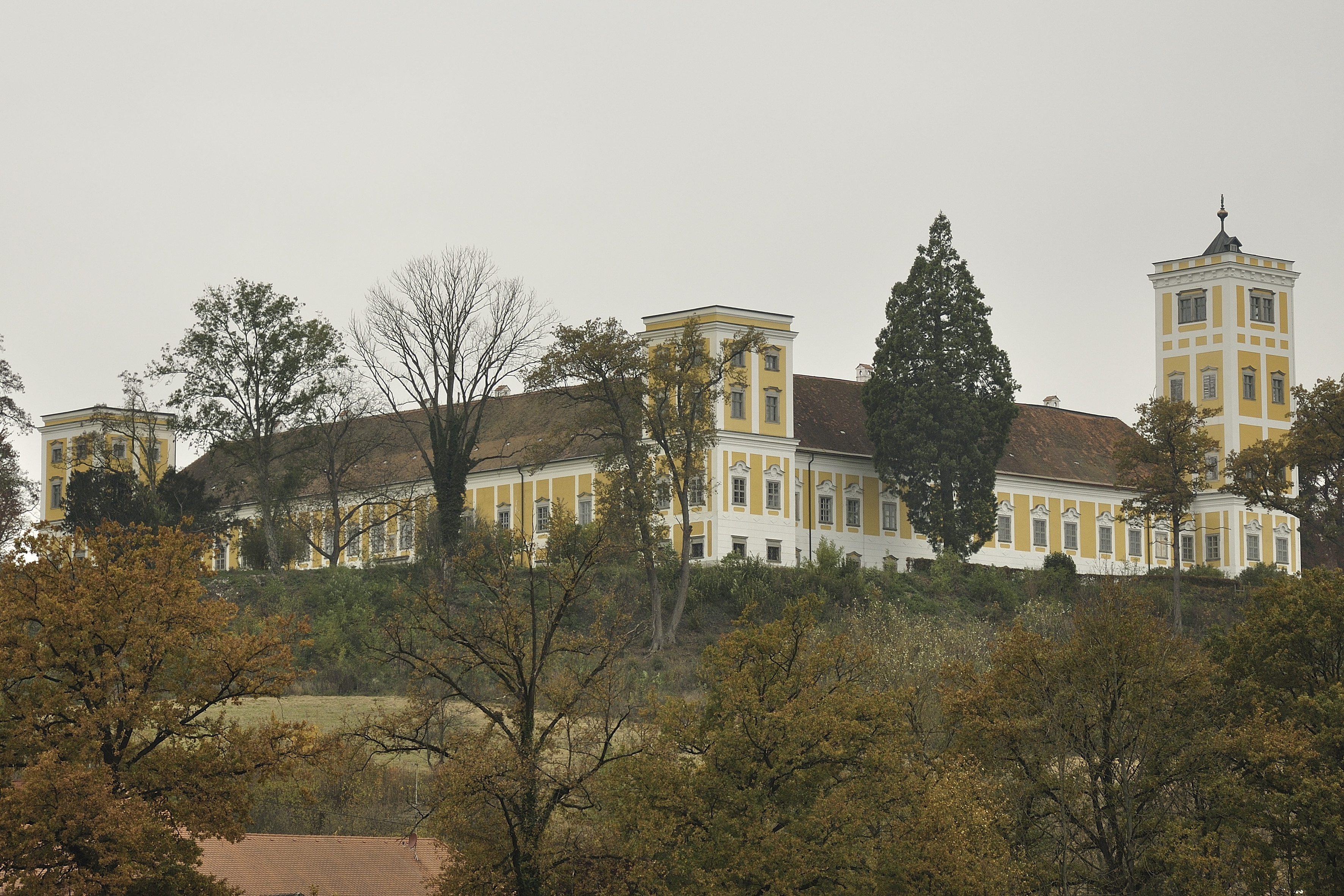
A Tillysburg-kastély

I. sz. 304-ben a közeli Lauriacum városában (ma Enns) fojtották vízbe Szent Flóriánt. Később a sírján kápolnát emeltek (a mai apátság helyén) és kis település nőtt köré. Az 5. század végén a Római Birodalom nem bírta a vándorló népek nyomását és kiürítette Noricum provinciát. A városka kelta-római keresztény lakosságának egy része itt maradt és idővel asszimilálták őket a beköltöző bajorok. Szt. Flórián tisztelete megmaradt. A 7-8. században az avarok elpusztították St. Floriant és Lorchot (ma Enns). Első írásos említése 823-ból származik, mint „cellula” (kis kolostor); 888-ban már monasteriumként hivatkoznak rá. A 10. században a kalandozó magyarok fosztották ki az apátságot, amelyet az augsburgi csata után újjáépítettek.
A kolostor melletti települést III. Frigyes császár 1493-ban mezővárosi jogokkal ruházta fel. A reformáció után a lakosság nagy része protestánssá vált. 1534-ben a helyzet odáig romlott, hogy a pápai nuncius engedélyezte a papok és szerzetesek számára a világi ruha viselését a kolostoron kívül. A 16. század végén beindult az erőszakos rekatolizáció és 1603-ban már csak húszan vallották magukat nyíltan protestánsnak az apátság környékén. Az 1626-os felső-ausztriai parasztfelkelés során az apátságot a lázadó parasztok és a császári csapatok is megszállták. A harmincéves háborúban 1645-ben a mezőváros 171 katonát küldött az előrenyomuló svédek elleni hadseregbe. Közel 40 évvel később a Bécset ostromló törökök ellen 70 katonát, a kolostor pedig 12 ezer guldent adott. A napóleoni háborúk alatt 1800–1809 között az apátságot kis megszakításokkal szinte állandóan megszállás alatt tartották a franciák; először kifosztották, később a katonáknak nyújtott szálláshelyet.
Az 1848-as forradalmat követő közigazgatási reform megszüntette a feudális kötöttségeket, St. Florian mezőváros is megszabadult az apátság felügyelete alól és polgármestert választottak. A 19. századi iparosodás jórészt elkerülte St. Floriant, csak kisebb üzemek létesültek.
Miután a Német Birodalom annektálta Ausztriát, a nemzetiszocialista hatóságok 1941-ben kisajátították a kolostor épületeit, a szerzeteseket kiköltöztették. A második világháború végén, 1944-ben és 1945-ben a szövetségesek bombázták a mezővárost. 1945 áprilisában St. Florianon keresztül hajtották át a gunskircheni koncentrációs tábor 20 ezer foglyát. 1945. május 2-án a polgármester titkárát, Leopold Kotzmannt a náci rezsimmel szembeni ellenállás vádjával letartóztatták és agyonlőtték; négy nappal később az amerikaiak bevonultak a mezővárosba. A 65. gyaloghadosztály 350 katonáját a kolostorban szállásolták el. Másfél hónappal később, június 26-án a szerzetesek visszakapták az apátságot. A Marshall-segélynek és az 1950-es évek gazdasági fejlődésének köszönhetően St. Florian gyorsan újjáépült és új közösségi épületek és sportlétesítmények épültek. A környezetszennyező ipar hiánya miatt a kisváros a tartomány központi részének kedvelt lakóövezetévé vált.

## Lakosság
A Sankt Florian-i önkormányzat területén 2020 januárjában 6181 fő élt. A lakosságszám a szomszédos Linzből kiköltözők miatt dinamikusan növekszik, 1961 óta közel kétszeresére duzzadt. 2017-ben a helybeliek 94,3%-a volt osztrák állampolgár; a külföldiek közül 1,7% a régi (2004 előtti), 2,6% az új EU-tagállamokból érkezett. 2001-ben a lakosok 84%-a római katolikusnak, 2,4% evangélikusnak, 1,7% mohamedánnak, 9,9% pedig felekezeten kívülinek vallotta magát. Ugyanekkor 17 magyar élt a mezővárosban.
A népesség változása:

| 2016 | 6 077 |
| 2018 | 6 176 |

## Látnivalók
- A St. Florian-i ágostonos kolostor barokk épületei 1686–1750 között épültek Carlo Antonio Carlone és Jakob Prandtauer tervei alapján. Az apátsági templom 1999-ben elnyerte a basilica minor státuszt.
- A hohenbrunni kastély 1732-ben készült el, ma vadászmúzeum kap otthont benne.
- Tillysburg-kastély
- Sumerauerhof skanzen
- Tűzoltómúzeum

## Testvértelepülések
- Weißenkirchen in der Wachau (Ausztria)
- San Candido (Olaszország)
- Tolmezzo (Olaszország)

## Fordítás
- Ez a szócikk részben vagy egészben  a   St. Florian (Linz-Land) című német Wikipédia-szócikk ezen változatának fordításán alapul.  Az eredeti cikk szerkesztőit annak laptörténete sorolja fel. Ez a jelzés csupán a megfogalmazás eredetét és a szerzői jogokat jelzi, nem szolgál a cikkben szereplő információk forrásmegjelöléseként.